# Gemmata
Gemmata je rod bakterií z kmene Planctomycetes. Jediným druhem je v současné době Gemmata obscuriglobus, izolovaný v roce 1984.

## Popis
Gemmata, stejně jako ostatní planktomycety, postrádá peptidoglykanovou buněčnou stěnu a má na bakterii neobvykle členité vnitřní uspořádání buňky. Raritou je v tomto smyslu zejména skutečnost, že má nukleoid obalený membránou (u prokaryot neobvyklé, u eukaryot běžné). Rozmnožuje se pučením, obal kolem nukleoidu vzniká až po dokončení pučení de novo zřejmě z intracytoplazmatických membrán.